# Mosteiro de Fráguas
Mosteiro de Fráguas ist ein Ort und eine ehemalige Gemeinde (Freguesia) im portugiesischen Kreis Tondela. Die Gemeinde hatte 590 Einwohner (Stand 30. Juni 2011).
Am 29. September 2013 wurden die Gemeinden Mosteiro de Fráguas und Vilar de Besteiros zur neuen Gemeinde União das Freguesias de Vilar de Besteiros e Mosteiro de Fráguas zusammengeschlossen.